# National Highway 97
National Highway 97 (NH 97) ist eine Hauptfernstraße im Bundesstaat Uttar Pradesh im Norden des Staates Indien mit einer Länge von 45 Kilometern. Sie beginnt in Ghazipur am NH 29 und führt nach Saiyedraja an den NH 2.